# Hárrejávrrit
Hárrejávrrit är en sjö i kommunen Enontekis i landskapet Lappland i Finland. Sjön ligger 668,6 meter över havet. Arean är 76 hektar och strandlinjen är 7,83 kilometer lång. Sjön  ingår i Torne älvs huvudavrinningsområde.   Den ligger omkring 340 kilometer nordväst om Rovaniemi och omkring 1000 kilometer norr om Helsingfors. 